# David Meriwether
David Meriwether (Louisa megye, 1800. október 30. – Louisville, 1893. április 4.) az Amerikai Egyesült Államok szenátora (Kentucky, 1852).